# Asbat al-Ansar
Asbat al-Ansar, auch Osbat al-Ansar (arabisch عصبة الأنصار, DMG ʿuṣbat al-Anṣar ‚Liga der Nachfolger‘) ist eine extremistische, sunnitisch-islamistische Gruppierung im Libanon.
Asbat al-Ansar besteht überwiegend aus Palästinensern, ihr Operationszentrum ist das palästinensische Flüchtlingslager 'Ayn al-Hilwa nahe Sidon im Süd-Libanon. Die Gruppe folgt dem Salafismus, einer extremen Deutung des Islams, und hat Verbindungen zu Osama bin Ladens Al-Qaida und anderen extremistischen sunnitischen Gruppierungen. Sie bekämpft von ihr selbst als anti-islamische und pro-westliche wahrgenommene Einflüsse innerhalb des Libanons, außerdem richtet sie sich gegen die Existenz des Staates Israel.
Als ihr Anführer gilt Abu Muhjin, der 1994 wegen der Ermordung eines islamischen Geistlichen in Abwesenheit zum Tode verurteilt worden war, sich aber immer noch auf freiem Fuß befindet.
Der Gruppe, die über schätzungsweise 300 aktive Kämpfer im Libanon verfügt, werden zahlreiche Terroranschläge im Libanon seit den frühen 1990er Jahren zugerechnet, so zum Beispiel die Ermordung religiöser Führer, Bombenattentate auf Diskotheken, Bars und Fast-Food-Restaurants sowie ein Angriff mit einer Panzerabwehrrakete auf die russische Botschaft im Jahr 2000.
Der US-amerikanische Investigativjournalist Seymour Hersh behauptet, dass Asbat al-Ansar „Waffen und Ausrüstung von den libanesischen Truppen für innere Sicherheit und von Milizen erhalten, die der Siniora-Regierung nahestehen“. Dies geschehe in Koordinierung mit den USA und Saudi-Arabien, damit ein innerlibanesisches Gleichgewicht zur Hisbollah entstehen sollte.